# 吳凱 (明朝)
吳凱（1442年—？），字廷輔，直隸廬州府合肥縣人，民籍。明朝政治人物。進士出身。

## 生平
應天府鄉試第六十四名。成化八年（1472年）壬辰科會試第一百六十五名，殿試登進士第三甲第二十名。除兵科給事中，屢陞至廣東右參議，死於任內。曾祖父吳庸。祖父吳傑。父亲吳震。